# Scolia hirta
Espèce
Scolia hirta, la scolie hirsute, est une espèce de guêpes solitaires de la famille des Scoliidae.

## Description
Les adultes peuvent mesurer de 10 à 25 mm de long, le corps est entièrement noir, avec deux bandes jaunes brillantes sur l'abdomen (sous-espèce type). Les ailes ont une couleur fumé foncé, avec des reflets bleus. Les mâles ont des antennes plus longues que celles des femelles (composées de 13 segments au lieu de 12) et sont pourvus de trois grandes épines à l'extrémité de leur abdomen.

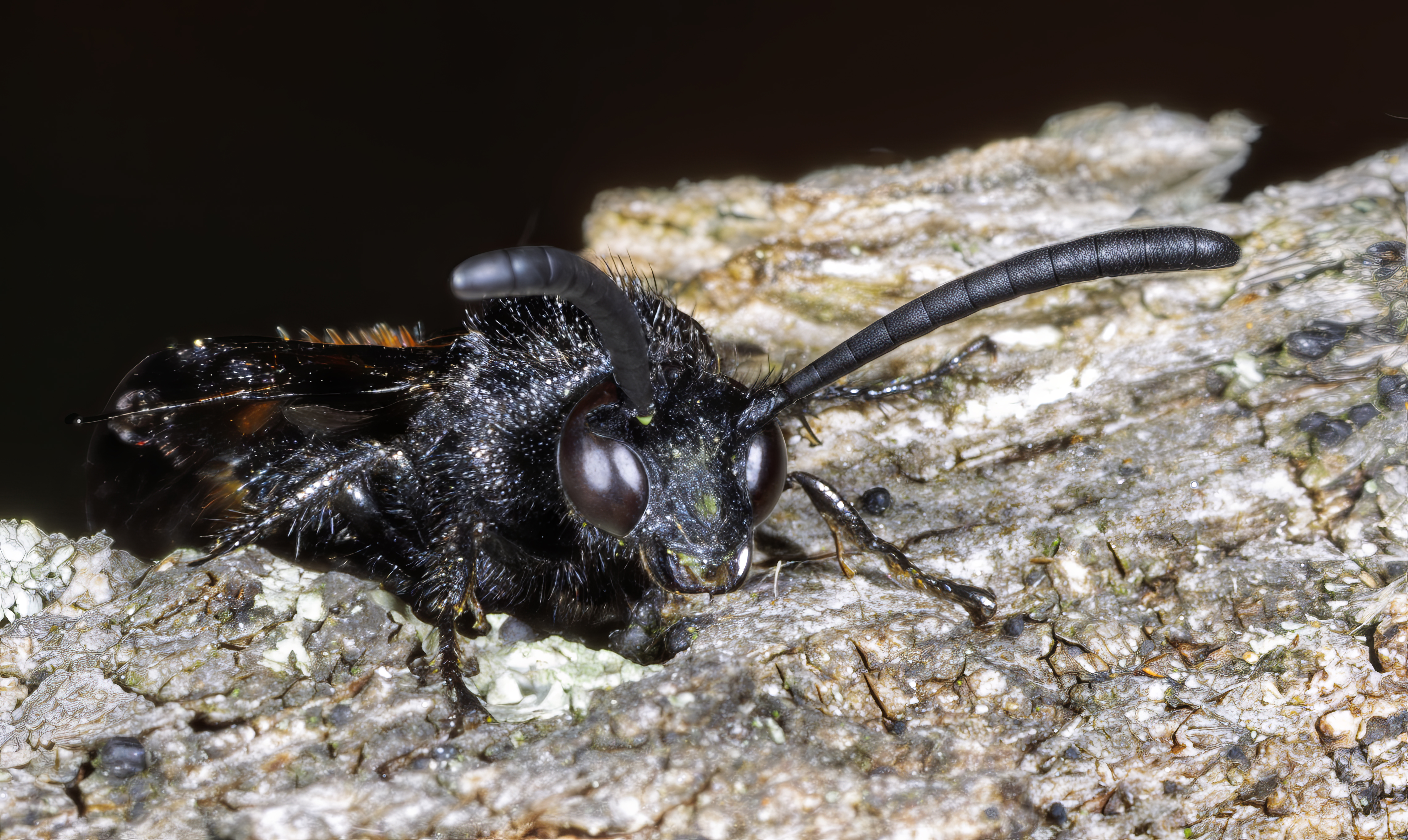
S. h. hirta - Portrait

## Biologie
La période de vol est de juillet à septembre.

### Reproduction
Ces guêpes solitaires creusent le sol meuble à la recherche de larves de coléoptères Cetoniidae (en particulier Cetonia aurata), ainsi que de Scarabaeidae. Puis elles parasitent les larves en pondant leurs œufs sur elles pour nourrir leur progéniture.

## Répartition
La zone méditerranéenne de l’Europe, et plus au nord, dans le sud de l'Europe centrale, elles sont plus rares.

## Habitats
Elles vivent dans des sites chauds, de préférence sableux avec une végétation clairsemée.

## Systématique
L'espèce a été décrite par l'entomologiste allemand Franz von Paula Schrank en 1781.

### Taxinomie
Il existe un sous-genre Scolia (Discolia) et deux sous-espèces :
- Scolia hirta subsp. hirta  (Schrank, 1781)  deux bandes jaunes autour de l'abdomen
- Scolia hirta subsp. unifasciata  Cyrillo, 1787   une bande jaune autour de l'abdomen

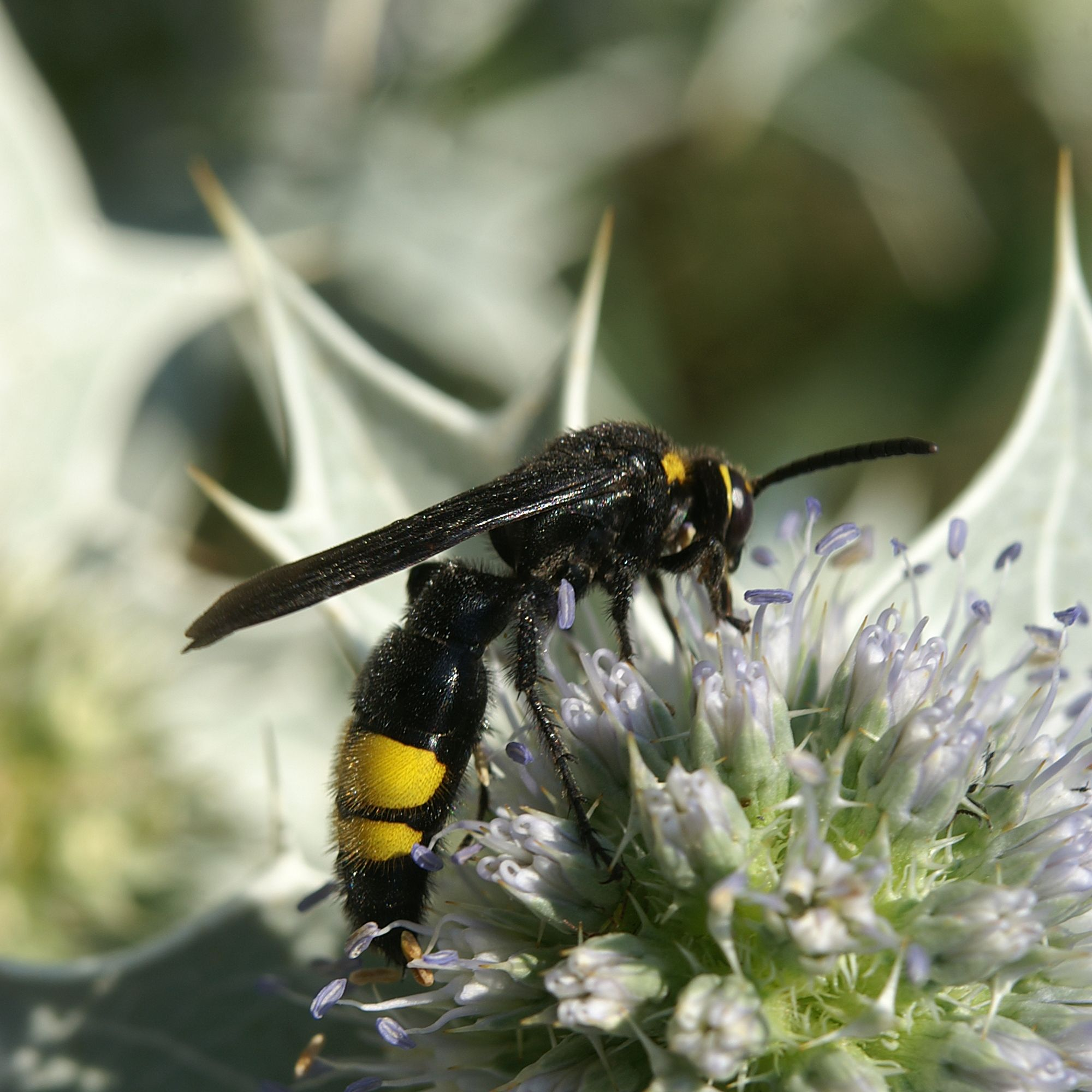
Scolia hirta hirta
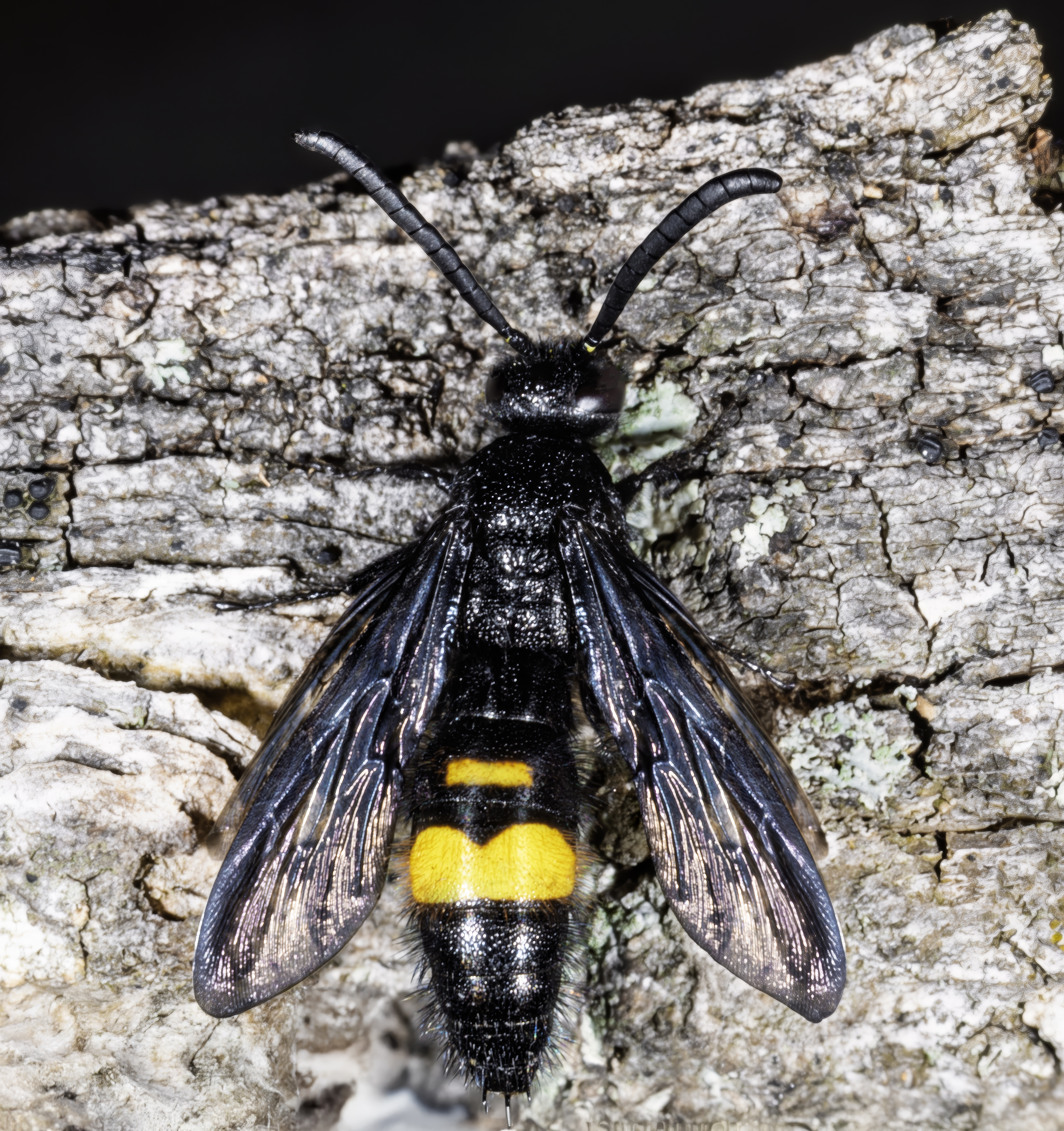
Scolia hirta unifasciata Mâle
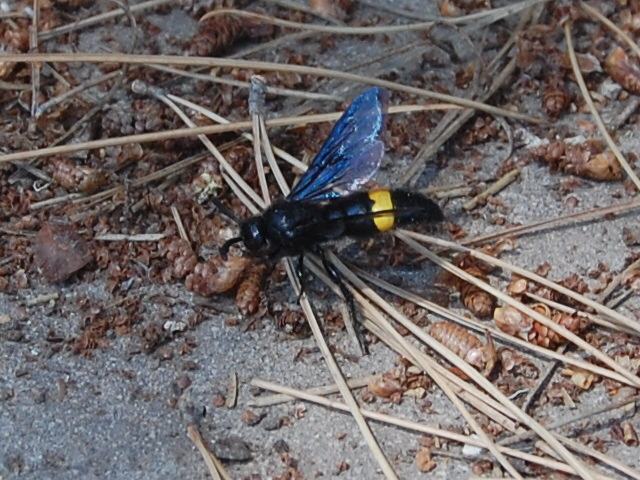
Scolia hirta unifasciata
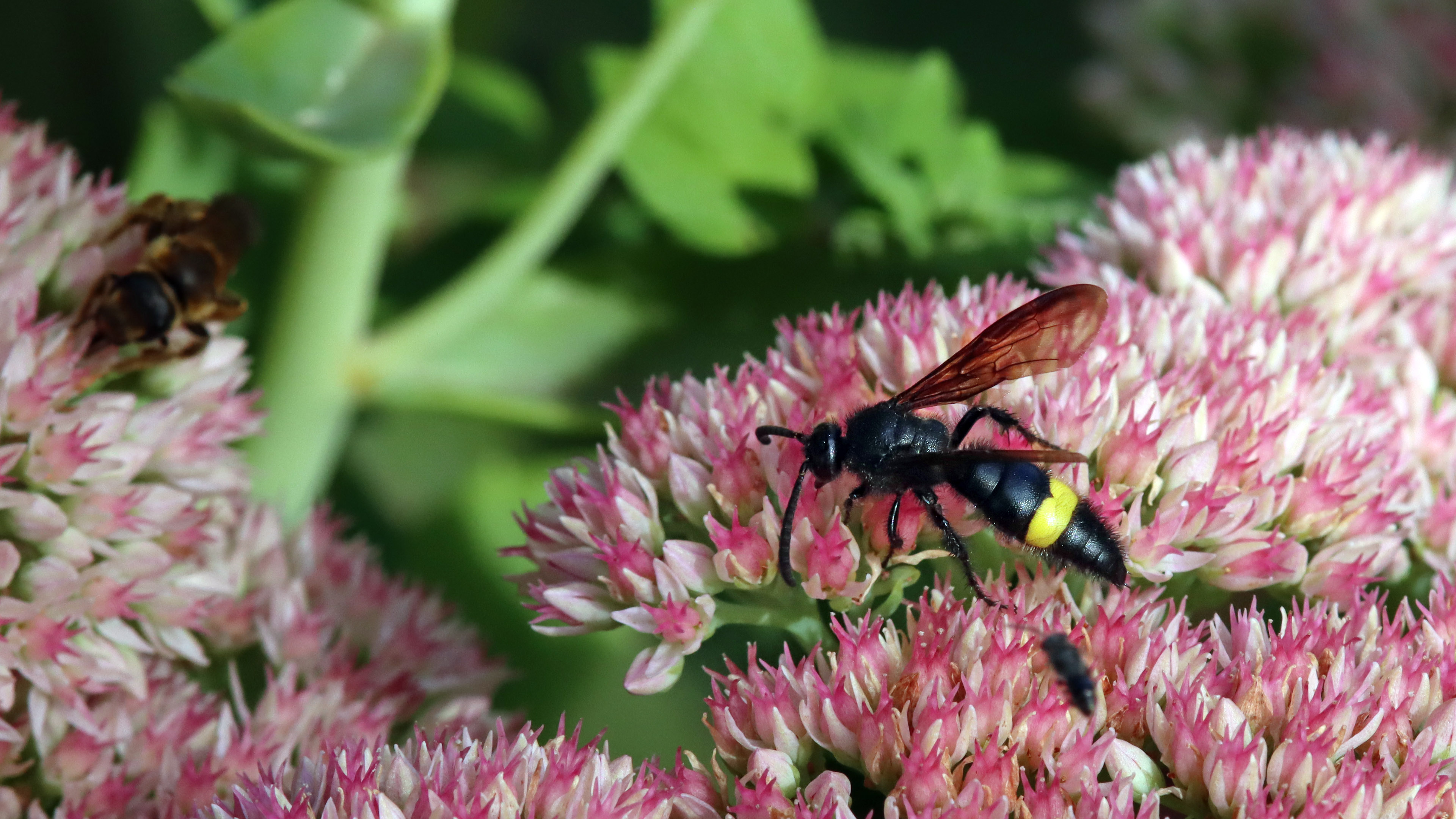
Scolia hirta unifasciata
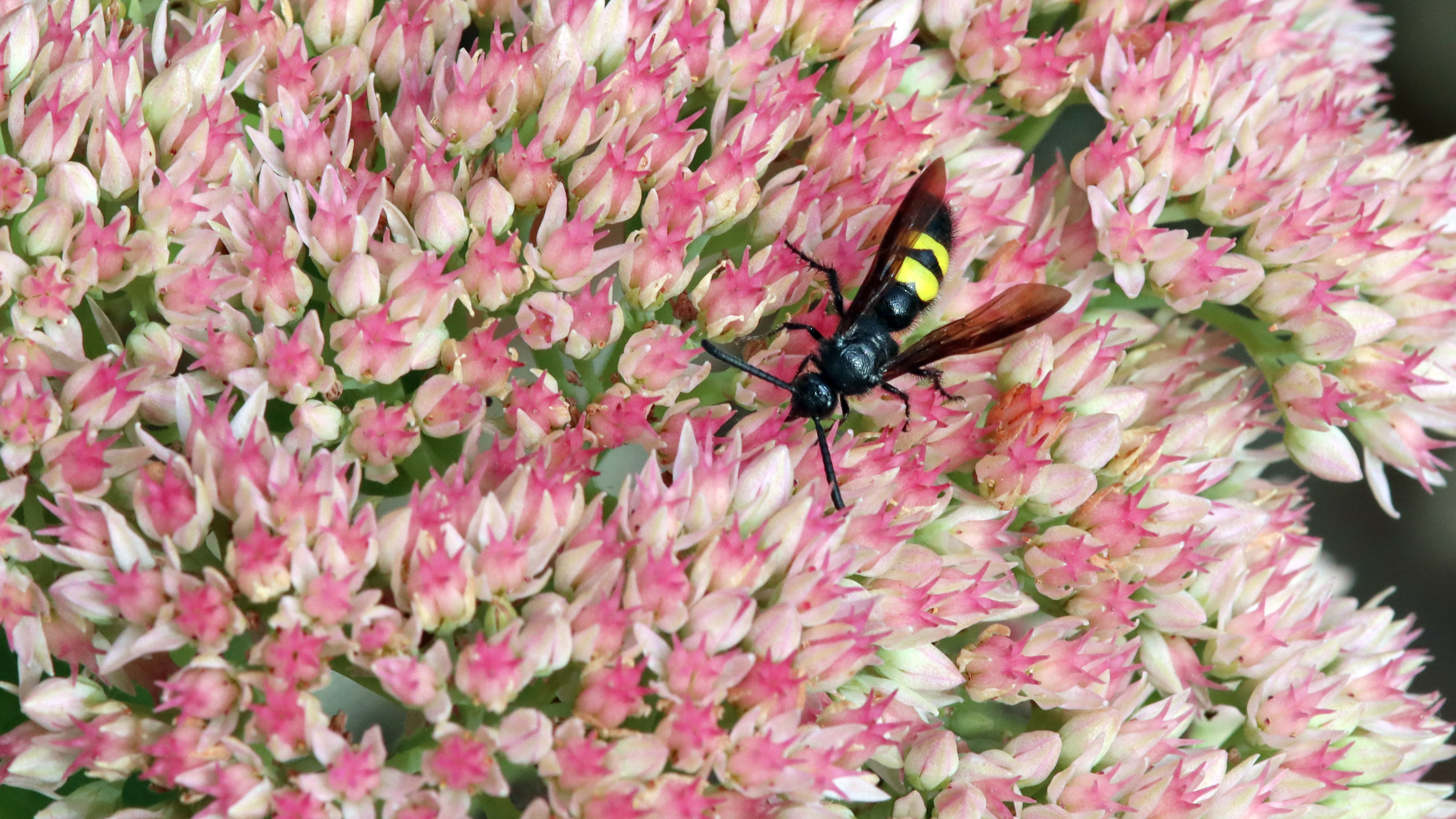
Scolia hirta